# Référendums de 2014 dans le Donbass
Les deux référendums à visée séparatiste ne sont pas reconnus par la communauté internationale, de nombreuses irrégularités sont constatées. Ils ont lieu dans le Donbass, le 11 mai 2014 dans l'est de Ukraine, région à majorité ou forte minorité russophone, dans le cadre de la guerre du Donbass. Ces référendums ou plébiscites visent à valider l'indépendance de la république populaire de Donetsk et de la république populaire de Lougansk, préalablement à leur intégration à la fédération de Russie. Ces référendums s'inspirent largement du référendum de 2014 en Crimée.

## Questions
La question du référendum de Donetsk est « Поддерживаете ли Вы Акт о государственной самостоятельности Донецкой народной республики ? », ce qui peut être traduit par « Êtes-vous favorable à l'autonomie étatique de la République populaire de Donetsk ? ». La question du référendum de Lougansk est « Поддерживаете ли Вы Акт о государственной самостоятельности Луганской Народной Республики? », ce qui peut être traduit par « Êtes-vous favorable à l'indépendance de la République populaire de Louhansk ? ».
La formulation de la question posée par référendum comporte une certaine ambiguïté. Elle utilise le terme « autonomie » (самостоятельность), qui se distingue du terme « indépendance » (независимость) généralement appliqué aux États sujets de droit international. Elle précise toutefois « autonomie étatique » et ne reprend pas non plus le doublon emprunté de racine grecque (автономия), consacré par l'Union soviétique pour désigner des entités à fort caractère ethnique et culturel, et réputées bénéficier d'un large degré d'autonomie au sein des républiques fédérées.

## Organisation
Les organisateurs du référendum au Donetsk estiment dans un premier temps mettre en place 55 comités locaux avec 2 279 bureaux de vote. Le 10 mai, 53 comités locaux et 1 527 bureaux de vote sont prêts. 3,2 millions de bulletins auraient été imprimés à partir du 29 avril, en russe et en ukrainien. Le coût et le financement du référendum sont controversés. Quelques bureaux de vote sont ouverts le 10 mai, notamment à Marioupol. Le référendum ne commence cependant que le 11 mai dans la majeure partie de la région. Certains médias relèvent qu'il est possible pour les participants de voter plus d'une fois sans difficultés.

## Réactions
Initialement, les organisateurs disent ne vouloir que l'indépendance de leur territoire. Au soir du référendum, ils n'excluent plus d'organiser un second référendum sur le rattachement du territoire à la Russie, en précisant que si ce référendum a lieu, ce ne sera pas avant plusieurs mois. Dès le lendemain, le 12 mai, le chef de l'entité séparatiste, Denis Pouchiline, et les dirigeants de la nouvelle « République de Donetsk » demandent le rattachement à la Russie. 
Ils annoncent également que l'élection présidentielle ukrainienne prévue le 25 mai 2014 n'aura pas lieu dans la région, et proclament la formation d'une armée.
Ces référendums sont qualifiés de « farce tragique » par les autorités ukrainiennes et les principales puissances occidentales. Concernant la Russie, elle aurait officiellement demandé aux prorusses de Donetsk et Louhansk de reporter leurs consultations, ce que ces derniers refusent de faire. Ces référendums ont lieu en parallèle à l'élection présidentielle anticipée d'Ukraine ayant lieu le 25 mai 2014.
Ces référendums sont très fortement critiqués par l'Ukraine, les États-Unis, ainsi que par l'Union européenne - en particulier par la France. Le référendum de Donetsk s'inspire largement du référendum de 2014 en Crimée. Cependant son résultat n'est pas reconnu par la fédération de Russie qui se contente du silence et enregistre le fait que plusieurs millions de personnes se sont déplacées pour voter, ce qui est contesté par d'autres analyses comme celle de l'historien russe Nikolaï Mitrokhine.